# 찰스 티부
찰스 티부(Charles Tiebout)는 무임승차 문제와 분권화에 대한 티부 모형을 발표한 학자이다.

## 같이 보기
- 발로 하는 투표(foot voting)